# HD현대일렉트릭
HD현대일렉트릭 주식회사(HD Hyundai Electric)는 HD현대 산하의 전력기기 및 에너지솔루션 계열사이다.

## 역사
1977년, 현대조선중공업 중전기사업부가 발족하였다. 이듬해 변압기 생산에 돌입, 그해 11월에 '현대중전기'로 독립하였다. 1993년 현대중공업에 합병되어 중전기사업본부 형태로 있다, 2001년 전기전자시스템사업본부로 명칭을 변경하였다. 2017년 4월, 현대중공업이 현대중공업·현대로보틱스·현대건설기계·현대일렉트릭으로 인적분할함에 따라 현대일렉트릭이 출범하였다.
2023년 12월, 코스피 200 구성종목에 편입되었다. 2023년 사우디 소재 EPC 전문기업과 총 943억 원 규모의 변압기와 고압차단기, 리액터 등 전력기기에 대한 공급 계약을 체결하였다.

## 사업장 현황
- 본사: 경기도 성남시 분당구 분당수서로 477
- 서울사무소: 서울특별시 종로구 율곡로 75 현대빌딩 본관
- 울산공장: 울산광역시 동구 방어진순환도로 700
- 선암공장: 울산광역시 남구 사평로 223

## 제품
2017년까지, 세계 70개국에 누적 120만㎹A 이상의 변압기를 공급하였다. 2025년 보도 기준, 미국과 사우디아라비아 초고압 변압기 시장 점유율에서 각각 1위와 2위이다.